# ماونت هالی (کارولینای شمالی)
ماونت هالی (به انگلیسی: Mount Holly) شهری در ایالت کارولینای شمالی کشور ایالات متحده آمریکا است که جمعیت آن در سرشماری سال ۲۰۱۰ میلادی، ۱۳٬۶۵۶ نفر بوده‌است.